# Frank Calegari

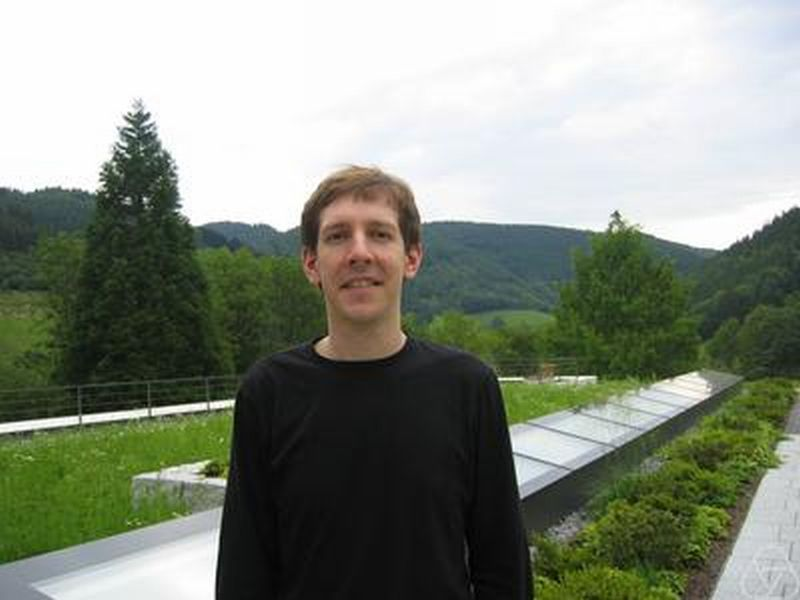
Frank Calegari, Oberwolfach 2007

Francesco Damien „Frank“ Calegari (* 15. Dezember 1975) ist ein australischer Mathematiker, der sich mit Zahlentheorie befasst.

## Leben
Calegari besuchte die Schule und Universität (Bachelor-Abschluss) in Melbourne und wurde 2002 bei Kenneth Ribet an der University of California, Berkeley, promoviert (Ramification and semistable abelian varieties). Von 2002 bis 2006 war er Benjamin Peirce Assistant Professor an der Harvard University. Er lehrte an der Northwestern University und ist Professor an der University of Chicago.
Er befasst sich mit Zahlentheorie von Modulformen und automorphen Formen und der Reziprozitätsvermutung im Langlands-Programm (Verbindung mit Galois-Darstellungen). Mit Akshay Venkatesh arbeitete er an dessen Programm der Einbeziehung von Torsion in das Langlands-Programm.
Calegari war 5 year Fellow am American Institute of Mathematics. 2010/2011 war er von Neumann Fellow am Institute for Advanced Study. 2022 hielt er einen Plenarvortrag auf dem Internationalen Mathematikerkongress (30 years of modularity: number theory since the proof of Fermat's last theorem). 2025 wurde Calegari zum Mitglied der American Academy of Arts and Sciences gewählt.
Er ist ein jüngerer Bruder von Danny Calegari.

## Schriften
- Even Galois Representations and the Fontaine-Mazur Conjecture. In: Inv. Math., Band 185, 2011, S. 1–16, arxiv:0907.3427. Teil 2. In: J. Am. Math.Soc., Band 25, 2012, S. 533–554, arxiv:1012.4819
- mit Akshay Venkatesh: A torsion Jacquet-Langlands correspondence. arxiv:1212.3847 Arxiv 2012
- mit David Geraghty: Modularity lifting beyond the Taylor-Wiles method. In: Inventiones Mathematicae, Band 211, 2018, S. 297–433. arxiv:1207.4224
- mit David Geraghty: Minimal modularity lifting for non-regular symplectic representations. erscheint in: Duke Math. J., arxiv:1907.08691, Appendix zusätzlich mit Michael Harris Bloch-Kato conjectures for automorphic motives, arxiv:1907.08694
- mit Patrick B. Allen, Ana Caraiani, Toby Gee, David Helm, Bao V. Le Hung, James Newton, Peter Scholze, Richard Taylor, Jack A. Thorne: Potential automorphy over CM fields. 2018, arxiv:1812.09999